# إديث باريتو ستيفنز بارسونز
إديث باريتو ستيفنز بارسونز (بالإنجليزية: Edith Barretto Stevens Parsons) هي نحّاتة أمريكية، ولدت في 1878، وتوفيت في 1956.